# Dryxo digna
Dryxo digna är en tvåvingeart som beskrevs av Osten Sacken 1882. Dryxo digna ingår i släktet Dryxo och familjen vattenflugor. Inga underarter finns listade i Catalogue of Life.